# هجوم دهس ماغديبورغ 2024
الدهس في مدينة ماغديبورغ الألمانية حدثت يوم الجمعة 20 ديسمبر 2024، نُفذت عملية الدهس بسيارة من نوع بي إم دبليو توجهت مباشرة نحو سوق عيد الميلاد في مدينة ماغديبورغ حيث يتجمع الناس.
قبضت السلطات الألمانية على المشتبه به، وهو، وفقاً للسلطات الألمانية، يُدعى طالب العبد المحسن وهو لاجيء سعودي ملحد معاد للمسلمين، عرف بانتقاده الدولة الألمانية لعدم بذلها الجهود لوقف الإسلاموية.

## خلفية الحدث

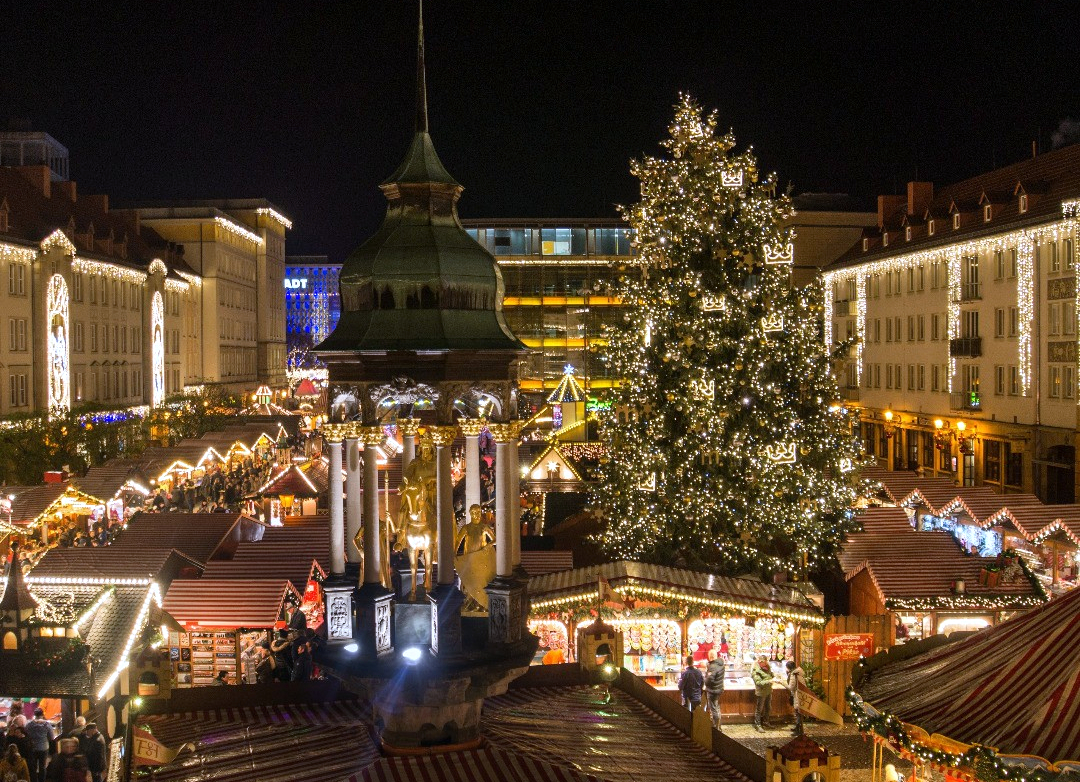
سوق عيد الميلاد في ماغديبورغ في عام 2019

مدينة ماغديبورغ هي عاصمة ولاية ساكسونيا أنهالت الألمانية، ويقام بها سنوياً سوق لعيد الميلاد بالقرب من مبنى البلدية ومركز للتسوق.
استهدفت أسواق الميلاد مسبقًا بعمليات الدهس. فيما قالت وزيرة الداخلية والمجتمع نانسي فيزر في نوفمبر 2024 إنه لا توجد "تهديدات ملموسة" تجاه أسواق عيد الميلاد، ولكن من الحكمة البقاء يقظين.
حدث الهجوم في اليوم التالي للذكرى الثامنة للهجوم بشاحنة في سوق عيد الميلاد في برلين، والذي أسفر عن مقتل 12 شخصًا وإصابة 56 آخرين، وقد نفذته داعش.
قبل أسبوعين من الهجوم، تم القبض على رجل عراقي مشتبه به لتخطيطه لهجوم على سوق عيد الميلاد في أوغسبورغ، بافاريا.

## مجريات الحدث
في يوم 20 ديسمبر 2024، وفي الساعة 19:02 بتوقيت وسط أوروبا، قاد سائق سيارة بي إم دبليو سوداء مستأجرة بسرعة كبيرة عبر حشود من الناس في سوق ماغديبورغ الميلادي،  ورد كون المشتبه به استأجر السيارة قبل وقت قصير من الهجوم،  وبحسب الشرطة، تحركت السيارة مسافة 400 متر على الأقل ضمن السوق. فيما قبضت عليه الشرطة في الساعة 19:05 في محطة آلي.
ساعد الأشخاص الذين لم يصابوا في الهجوم في تقديم الإسعافات الأولية للمصابين قبل أن تتمكن خدمات الطوارئ من الوصول. ووصف آخرون ما حدث في أعقاب الحادث بالفوضى، حيث كانت الدماء في كل مكان، وكان الناس ملفوفين ببطانيات الطوارئ لإبقائهم دافئين.
وقال المتحدث بأسم حكومة ولاية ساكسونيا أنهالت إن "الحادث ربما كان هجوما". تم اكتشاف قطعة أمتعة في مقعد الركاب في السيارة  وقامت الشرطة بتطويق المنطقة بعد اكتشاف عبوة ناسفة داخل السيارة،  والتي لم يتم العثور عليها بعد ذلك.

## الخسائر
قُتل خمسة أشخاص في الهجوم، من بينهم أربعة بالغين وصبي يبلغ من العمر تسع سنوات. وأصيب أكثر من 205 أشخاص، من بينهم 41 في حالة حرجة.

## المتهم
قُبِضَ على المشتبه به الذي كان يقود السيارة. وفقًا لمعلومات من حاكم ولاية ساكسونيا أنهالت، راينر هاسيلوف ( الاتحاد الديمقراطي المسيحي )، ووزيرة الداخلية في ولاية ساكسونيا أنهالت تمارا زيشانغ، وكذلك دي فيلت ودير شبيغل، فإن الجاني المشتبه به هو طالب العبد المحسن، وهو طبيب ملحد ومعاد للإسلام يبلغ من العمر 50 عامًا من المملكة العربية السعودية ويعيش في برنبورغ وكان يعمل كطبيب نفسي وطبيب نفسي في منشأة إصلاحية في عيادة في برنبورغ. هاجر المشتبه به إلى ألمانيا في مارس 2006، وتم الاعتراف به كلاجئ في يوليو 2016، وحصل على تصريح إقامة وبالتالي تصريح إقامة. يقال إن النظام الملكي السعودي حذر السلطات الأمنية الألمانية بشأن طالب العبد المحسن ثلاث مرات مؤخرا. وبحسب صحيفة إنديا توداي ، فإن العبد المحسن مطلوب من قبل المملكة العربية السعودية بتهم تتعلق بالإرهاب والاتجار بالبشر ، وتحديداً مزاعم تسهيل الاتجار بالأفراد من المملكة العربية السعودية ودول الخليج العربي إلى الاتحاد الأوروبي . وعلى الرغم من طلب المملكة العربية السعودية تسليمه ، فقد منحته ألمانيا اللجوء السياسي في عام 2006، مشيرة إلى مخاوف بشأن سلامته وحقوقه إذا أعيد إلى المملكة العربية السعودية. رفضت الحكومة الألمانية تسليمه، مستشهدة بعدم وجود الإجراءات القانونية الواجبة في المملكة العربية السعودية.
ظهر عبد المحسن في ظهوره الإعلامي ناقدًا مسلمًا سابقًا. أجرى عبد المحسن في عام 2019 مقابلات مع صحيفة فرانكفورتر روندشاو وفرانكفورتر ألجماينه تسايتونج، حيث قُدِّم بوصفه مهربًا. وصف عبد المحسن نفسه في هذه التصريحات قائلاً: "أنا الناقد الأكثر عدوانية للإسلام في التاريخ. لا يوجد إسلام جيد". وفي العام نفسه، نشرت مجلة دير شبيغل تقريرًا عنه، حيث ذكر أنه كان يساعد آخرين على الفرار من المملكة العربية السعودية إلى ألمانيا عبر منتداه الإلكتروني wearesaudis.net وX.. ظهر عبد المحسن في العام نفسه أيضًا على هيئة الإذاعة البريطانية (بي بي سي) لاستعراض موقعه الإلكتروني الذي يهدف إلى مساعدة المرتدين من طالبي اللجوء، "وخاصة من المملكة العربية السعودية ومنطقة الخليج". شارك المشتبه به محتوى مؤيدًا لإسرائيل على الإنترنت  ؛ حيث نشر منشورات زعم فيها أن " أجزاء من سوريا كانت محظوظة بما يكفي للانضمام إلى إسرائيل"، وأعاد تغريد منشور نشره بنيامين نتنياهو احتفى فيه بسقوط الأسد . كما أعرب عن أن "العرب يجب أن يطالبوا بضم قطاع غزة والضفة الغربية ، وفي نهاية المطاف لبنان أيضًا، إلى إسرائيل".
ظهرت مقابلة فيديو لعبد المحسن مدتها 45 دقيقة على مدونة أمريكية معادية للإسلام تابعة لمؤسسة رإير. نشر عبد المحسن، قبل ثمانية أيام من الهجوم، نظريات تزعم أن الدولة الألمانية تنفذ "عملية سرية" تهدف إلى "مطاردة وتدمير حياة" المسلمين السعوديين السابقين حول العالم، بينما يتم منح الجهاديين السوريين حق اللجوء في ألمانيا. وصف عبد المحسن نفسه في المقابلة نفسها بأنه يساري. في X،  نشر عبد المحسن صورة شخصية لبندقية آلية عليها علم الولايات المتحدة ونظريات مؤامرة مثل "ألمانيا تضطهد طالبي اللجوء السعوديين داخل وخارج ألمانيا من أجل تدمير حياتهم" و"ألمانيا تريد أسلمة أوروبا". كما شارك عبد المحسن محتوى أيديولوجيًا يمينيًا مشابهًا، بما في ذلك محتوى من السياسية الألمانية أليس فايدل ( حزب البديل من أجل ألمانيا )،  أليكس جونز وإيلون ماسك . كما شارك مقطع فيديو للمؤثرة اليمينية الألمانية نعومي سيبت . في مايو 2024، كتب: "أتوقع بشدة أن أموت هذا العام. والسبب: سأضمن العدالة بأي ثمن. والسلطات الألمانية تعرقل أي مسار سلمي للعدالة". وقبل دقائق قليلة من الهجوم، نشر المزيد من مقاطع الفيديو. في أحد هذه الفيديوهات، قال عبد المحسن: "الشرطة نفسها هي المجرمين. وفي هذه الحالة، أحمل الأمة الألمانية، وأحمل المواطنين الألمان مسؤولية ما ينتظرني". وفي فيديو آخر قبل الهجوم، قال: "هناك سبب آخر يجعلني أحمل المواطنين الألمان مسؤولية الاضطهاد الذي أتعرض له في ألمانيا، ألا وهو قصة وحدة تخزين محمولة USB سُرقت من صندوق بريدي".
وبحسب معلومات من عدة محطات إذاعية عامة ووسائل إعلام خاصة في ألمانيا، فقد أبلغ أشخاص الشرطة عدة مرات بسبب التهديدات بالعنف من قبل المدعو العبد المحسن. ووفقًا لقناة ARD الإذاعية العامة، فقد حكمت محكمة منطقة روستوك على العبد المحسن في عام 2013 بدفع غرامة يومية قدرها عشرة يورو لكل شخص بتهمة التهديد بارتكاب جرائم جنائية. تلقت هيئة الاستخبارات الخارجية الألمانية تقريراً من المملكة العربية السعودية مفاده أن العبد المحسن. أعلن عن شيء كبير في ألمانيا في وقت مبكر من عام 2023. ويقال إن السلطات الحكومية المسؤولة قد تابعت هذه المعلومة. حذرت امرأة، في خريف عام 2023، الشرطة في برلين من خلال الإنترنت من أن عبد المحسن يخطط لقتل 20 ألمانيًا. ومع ذلك، أرسلت بريدها الإلكتروني إلى الشرطة في برلين، نيو جيرسي.

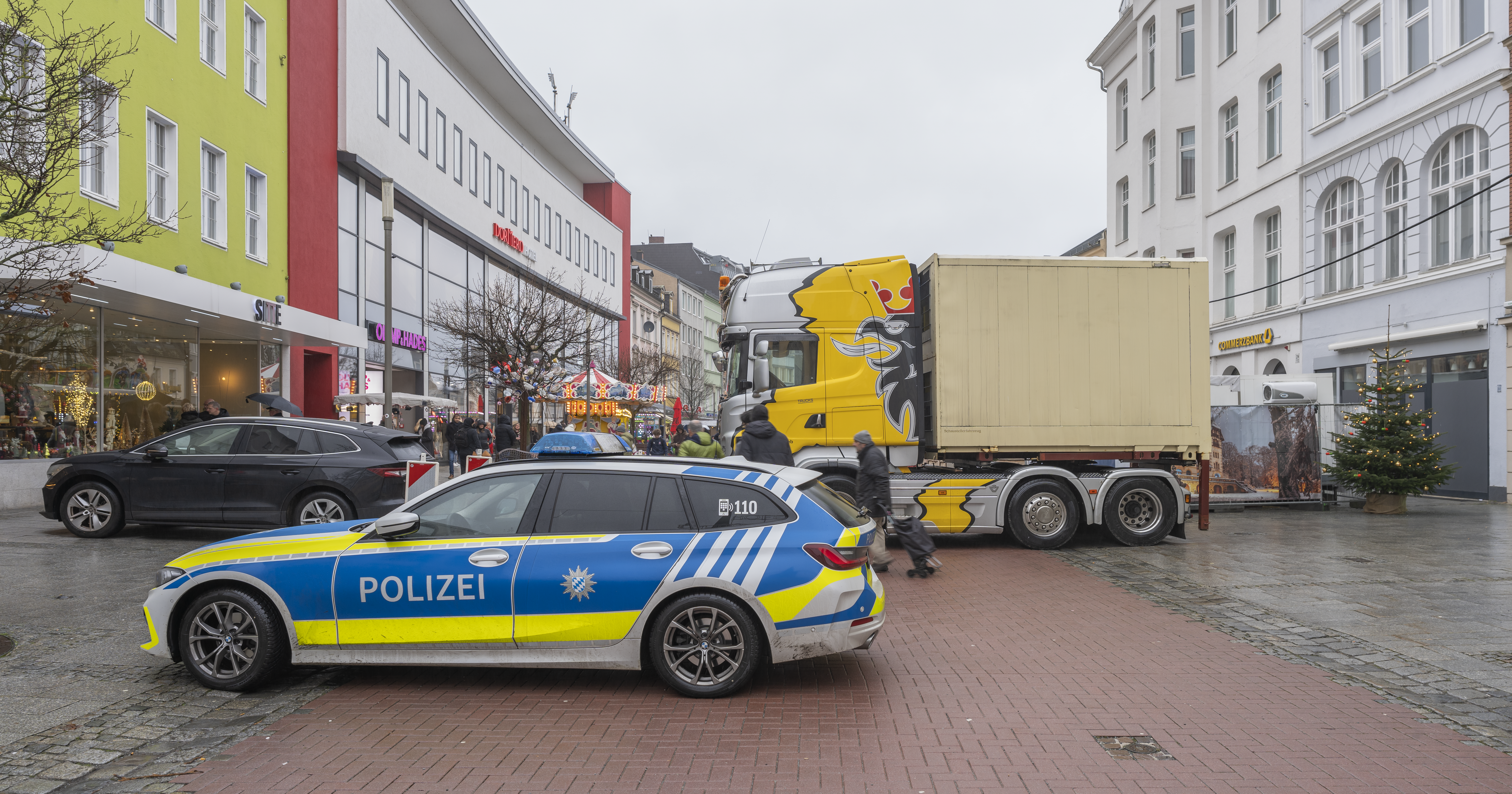
شهدت العديد من أسواق عيد الميلاد في ألمانيا زيادة في الإجراءات الأمنية بعد ذلك، كما هو الحال هنا في بافاريا.

## العواقب
قام مئات الأشخاص بإنشاء نصب تذكاري مؤقت بالزهور والشموع المضاءة والألعاب.
وحثت شرطة ماغديبورغ المواطنين على البقاء في منازلهم. أٌخلي سوق عيد الميلاد في إرفورت،  بينما ظل سوق هالي مفتوحًا مع وجود أمن إضافي. كما قامت شرطة مدينة نيويورك في الولايات المتحدة أيضًا بتعزيز الأمن في أسواق عيد الميلاد ردًا على الهجوم. ووصف أحد أصحاب المتاجر، الذي كان أيضًا من بين المارة، المشاهد بأنها "تذكرنا بالحرب".
ستقام مراسم تذكارية للضحايا القتلى في كاتدرائية المدينة. أمرت وزيرة الداخلية نانسي فيزر بخفض الأعلام إلى نصف السارية في جميع المباني الفيدرالية في جميع أنحاء البلاد.

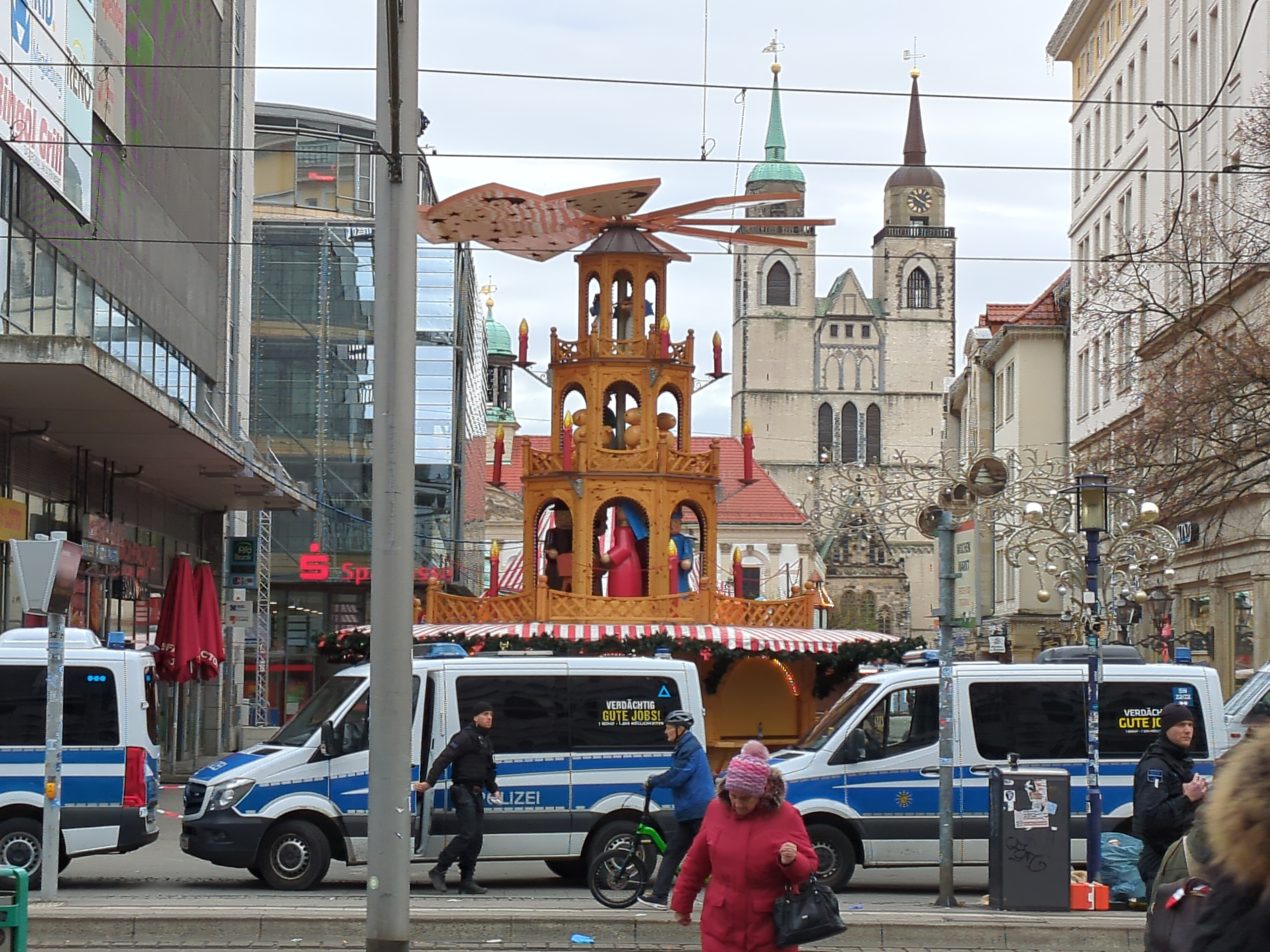
منظر من محطة الترام بعد يوم واحد من الهجوم.

كتبت منشورات مثل بوليتيكو وصحيفة وول ستريت جورنال أن الهجوم قد ينشط المناقشات حول الهجرة في ألمانيا قبل الانتخابات الفيدرالية في عام 2025.

## ردود الفعل

### محلي
وصف رئيس وزراء ولاية ساكسونيا أنهالت راينر هاسيلوف الحادث بأنه "حدث مروع" وكان في طريقه إلى ماغديبورغ. كما صرح بأن المهاجم نفذ الهجوم بشكل فردي.
وقد قدم المستشار أولاف شولتز تعازيه  وكان من المقرر أن يزور ماغديبورغ برفقة وزيرة الداخلية الاتحادية نانسي فيزر . وشكر الرئيس فرانك فالتر شتاينماير  وأولاف شولتز  وزعيم الاتحاد الديمقراطي المسيحي فريدريش ميرز عمال الإنقاذ. قالت زعيمة حزب البديل من أجل ألمانيا والمرشحة لمنصب المستشارة، أليس فايدل ، إن الأخبار الواردة من ماغديبورغ كانت صادمة، وقالت: "متى سينتهي هذا الجنون؟" 
وقال الرئيس الألماني فرانك فالتر شتاينماير إن الهجوم عرقل التوقعات بقضاء عيد ميلاد سلمي.
دعت رابطة كرة القدم الألمانية جميع أندية الدرجة الأولى والثانية في كرة القدم الألمانية إلى ارتداء شارات سوداء تخليداً لذكرى الضحايا والوقوف لمدة دقائق صمت في العديد من مباريات الدوري الألماني.

### دولي
أدانت وزارة الخارجية السعودية الهجوم وأعربت عن تضامنها مع الشعب الألماني ودعمها للضحايا.
وقد أعرب زعماء المملكة المتحدة وفرنسا  وإيطاليا  والمجر  وإسبانيا  وبولندا  وهولندا  ، وكذلك الأمين العام لحلف الناتو مارك روته عن تعازيهم. كما بعثت رئيسة المفوضية الأوروبية أورسولا فون دير لاين بتعازيها إلى ألمانيا.
وفي الولايات المتحدة، اتهم نائب الرئيس المنتخب جيه دي فانس وإيلون ماسك ألمانيا بتضليل وسائل الإعلام، وادعى ماسك أن " حزب البديل من أجل ألمانيا فقط هو القادر على إنقاذ ألمانيا" في منشور على موقع X.